# 樹海 (音楽ユニット)
樹海（じゅかい）は、日本の音楽ユニット。SISTUS RECORDS所属。愛未の書く歌詞の世界や、声質からイメージされる切なさ・力強さ・神秘性が、まさに「樹海」のイメージであったことから、ユニット名が名づけられた。

## 来歴
2004年夏に結成し、大阪府内を中心にライブ活動を開始。2006年、シングル「あなたがいた森」でメジャーデビュー。2008年、アメリカにて行われたアニメコンベンションライブへ出演後、ユニットとしての活動を休止。愛未がAimmy名義として、出羽はスタジオミュージシャンとしてそれぞれソロ活動を開始。2009年、ベストアルバムをリリース。
2012年、愛未が「渡辺マナミ」名義としてソロ活動を開始することを発表。

## メンバー
- 愛未（まなみ、1986年12月28日 - ）ボーカル・作詞担当

詳細は渡辺マナミの項目を参照。
- 出羽良彰（でわ よしあき、1984年2月26日 - ）ギター・キーボード・作曲・編曲・プログラミング担当

大阪府出身。血液型O型。デワヨシアキの個人名義で、作曲・編曲・プロデュース・ギターなどを行っている。

## ディスコグラフィ
詳細は各作品の項を参照。

### シングル
| 枚  | 発売日         | タイトル                    | 規格品番  | オリコン 最高位 |
| --- | -------------- | --------------------------- | --------- | --------------- |
| 1st | 2006年3月15日  | あなたがいた森              | GNCX-0002 | 16位            |
| 2nd | 2006年7月26日  | 恋人同士                    | GNCX-0004 | 83位            |
| 3rd | 2006年11月1日  | ホシアカリ                  | GNCX-0006 | 84位            |
| 4th | 2007年4月25日  | 咲かせてはいけない花        | GNCX-0008 | 130位           |
| 5th | 2007年9月12日  | こもりうた/ヒメゴト         | GNCX-0010 | 166位           |
| 6th | 2007年11月28日 | 愛の星/ハナムケのメロディー | GNCX-0012 | 115位           |

### アルバム

#### オリジナル・アルバム
|            | 発売日         | タイトル    | 規格品番  | 規格品番  | オリコン 最高位 |
| 初回限定盤 | 発売日         | タイトル    | 通常盤    |           | オリコン 最高位 |
| ---------- | -------------- | ----------- | --------- | --------- | --------------- |
| 1st        | 2006年11月22日 | Wild flower |           | GNCX-1001 | 49位            |
| 2nd        | 2007年12月12日 | harvest     | GNCX-1003 | GNCX-1004 | 84位            |

#### ベスト・アルバム
| 枚  | 発売日        | タイトル                               | 規格品番  | オリコン 最高位 |
| --- | ------------- | -------------------------------------- | --------- | --------------- |
| 1st | 2010年1月20日 | Jyukai BEST ～Stairway to the future～ | GNCX-1009 | 126位           |

### 参加作品
| 発売日         | 商品名                                           | 歌                      | 楽曲             | 備考                                                        |
| -------------- | ------------------------------------------------ | ----------------------- | ---------------- | ----------------------------------------------------------- |
| 2007年6月20日  | Generation-A                                     | 樹海 他                 | 「Generation-A」 | 『Animelo Summer Live 2007 -Genneration-A-』テーマソング    |
| 2007年10月24日 | 「真・女立喰師列伝」オリジナル・サウンドトラック | 樹海                    | 「孤城の月」     | 映画『真・女立喰師列伝』エンディングテーマ                  |
| 2010年1月20日  | disillusion -2010-                               | タイナカサチ feat. 樹海 | 「雲のかけら」   | DVD/BD『Fate/stay night TV reproduction』エンディングテーマ |

### 映像作品
| 発売日         | タイトル                                 | 販売形態 | 規格品番  | 備考                                           |
| -------------- | ---------------------------------------- | -------- | --------- | ---------------------------------------------- |
| 2007年11月28日 | Animelo Summer Live 2007 -Genneration-A- | DVD      | LABM-7015 | 「あなたがいた森」「咲かせてはいけない花」収録 |

## タイアップ一覧
| 曲名                 | タイアップ                                                                |
| -------------------- | ------------------------------------------------------------------------- |
| あなたがいた森       | 千葉テレビ系UHF6局ネットアニメ『Fate/stay night』エンディングテーマ       |
| ヒカリ               | 千葉テレビ系UHF6局ネットアニメ『Fate/stay night』第14話エンディングテーマ |
| 恋人同士             | TBS・毎日放送系アニメ『ああっ女神さまっ それぞれの翼』エンディングテーマ  |
| 恋人同士             | テレビ神奈川『音楽缶』2006年8月度テーマソング                             |
| 勿忘草               | フジテレビ系『第31回 富士登山駅伝』エンディングテーマ                     |
| ホシアカリ           | テレビ東京系アニメ『武装錬金』エンディングテーマ                          |
| 咲かせてはいけない花 | 岩手めんこいテレビ制作UHF31局ネット『Break Point!』オープニングテーマ     |
| 咲かせてはいけない花 | 朝日放送『ビーバップ！ハイヒール』エンディングテーマ                      |
| こもりうた           | テレビ朝日系『恋愛百景』エンディングテーマ                                |
| こもりうた           | 日本海テレビ制作UHF29局ネット『プリン・ス』オープニングテーマ             |
| ヒメゴト             | ジェネオンエンタテインメント制作・配給映画『真・女立喰師列伝』主題歌      |
| 愛の星               | TBS系アニメ『ああっ女神さまっ 闘う翼』オープニングテーマ                  |
| ハナムケのメロディー | TBS系アニメ『ああっ女神さまっ 闘う翼』エンディングテーマ                  |

## 出演

### ラジオ番組
放送中番組
- 樹海のforest room（Date fm、2007年4月7日 - ）

放送終了番組
- タイナカサチ&樹海Presents サチと愛未の"海のサチ"（文化放送、2006年12月23日・12月30日）
  - タイナカサチとの共演の2週間限定特別番組
- お気楽ラヂオ（ミュージックバード、2006年9月30日）
  - タイナカサチとの共演
- Sistus Flavor ～樹海のmystic★mystic～（FM OSAKA、2006年10月18日 - 2007年3月28日）
- 樹海★愛未の"パジャマParty"（FM OSAKA､ 2007年10月6日 - 2008年3月29日）
- タイナカサチ･愛未のLady!Ready!?Radio（FM OSAKA､ 2008年4月5日 - 2008年9月27日）
  - タイナカサチとの共演
- タイナカサチ･AimmyのLady!Ready!?Radio（FM OSAKA､ 2008年10月4日 - 2009年3月28日）
  - タイナカサチとの共演

### 映画
- 真・女立喰師列伝（2007年、愛未のみ出演）

### ユニットメンバー
1. ↑  ALI PROJECT（宝野アリカ）、近江知永、奥井雅美、栗林みな実、サイキックラバー、Cy-Rim rev.、JAM Project（影山ヒロノブ、松本梨香、遠藤正明、きただにひろし、奥井雅美、福山芳樹）、Suara、高橋直純、茅原実里、水樹奈々、m.o.v.e（yuri）、桃井はるこ